# Frances Power Cobbe
Frances Power Cobbe (4 december 1822 – 5 april 1904) was een Ierse schrijfster, sociaal hervormster, anti vivisectie activiste en voorvechtster voor vrouwenkiesrecht.
Ze richtte een aantal dieren belangenbehartigingsverenigingen op, waaronder de National Anti-Vivisection Society (NAVS) in 1875 en de Britisch Union for de Abolition of Vivisection (BUAV) in 1898. En ze zat in de raad van de "London National Society for Women's Suffrage", een vereniging die streed voor vrouwenkiesrechten.

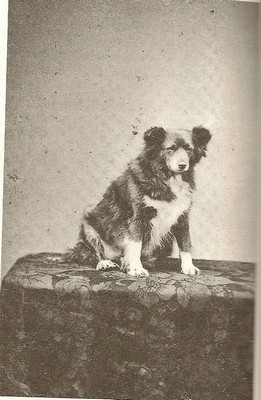
Hajjin was de hond van Frances Power Cobbe en reisde met haar en haar partner, Mary Lloyd, naar Wales nadat Cobbe met pensioen ging.

## Biografie
Frances Power Cobbe was een telg uit de prominente Cobbe familie. Haar opa was de aartsbisschop van Ierland Thomas Cobbe   ( en haar vader was Charles Cobbe). Ze werd geboren op het familie landgoed Newbridge House, wat nu Donabate Co. Dublin is.
Frances Power Cobbe werkte bij de "Red Lodge Reformatory" van 1858 tot 1859 en had een turbulente relatie met de eigenaresse (Mary Carpenter). Toen de relatie eindigde vertrok ze en op een reis ontmoette ze in 1861 in Rome de beeldhouwster Mary Lloyd (1819 - 1896) . Met haar had ze en lesbische relatie van 1864 tot 1896 toen Mary overleed. De dood van Mary greep haar erg aan. Haar vriend, de schrijver Blanche Atkinson, schreef: "Het verdriet na de dood van juffrouw Lloyd's veranderde het leven van juffrouw Cobbe. De levensvreugde was weg. Het was een zo hechte relatie als je zelden ziet, perfect in liefde, sympathie en wederzijds begrip." Ze liggen nu samen begraven op de "Saint Illtud Church Emetry", Llanellyd, Gwynedd, Wales.
Behalve van de oprichting van de dierenrechten organisaties SPAV en BUAV is Frances Power Cobbe ook bekend door haar correspondentie met Charles Darwin. En ze kon het goed vinden met zijn vrouw (Emma Darwin). Deze vriendschap bekoelde toen ze, zonder toestemming van Charles Darwin, een brief die hij aan haar schreef publiceerden. Daarna schreef ze nog een critisch verslag over Darwins werk (Decent of Man), met de publicatie in 1871 van  haar Darwinism in Morals  in "The Theological Review".
Ze pleitte ook voor het recht van vrouwen op het behalen van een universitaire titel aan de universiteit van Oxford en Cambridge. Dat deed ze o.a. op het Social Science Congress in 1862.

## Publicaties
| Titel | jaar | ISBN          |
| --- | ---- | ------------- |
| The intuitive theory of morals. Theory of morals. London: Trübner & Co. New ed. with add. and corr. 1864                                                                                                 | 1855 | 9780511751059 |
| Essays on the pursuits of Woman. London: Emily Faithfull | 1863 | 9781108020480 |
| The red flag in John bull's eyes. London: Emily Faithfull | 1863 | 9781429730488 |
| The cities of the past. London: Trübner & Co. | 1864 | 9781432651398 |
| Broken Lights: an Inquiry into the Present Condition and Future Prospects of Religious Faith. London: Trübner & Co.                                                                                      | 1864 |               |
| Religious duty. Boston: Wm.V. Spencer | 1864 | 9781117077574 |
| The confessions of a lost Dog. London: Griffith & Farran | 1867 | 9780342672646 |
| Criminals, idiots, women, and minors. Is the classification sound? A discussion on the laws concerning the property of married women.. Manchester: A. Ireland & Co                                       | 1868 | 9781551116082 |
| Dawning Lights : an Inquiry Concerning the Secular Results of the New Reformation. London: Edward T. Whitfield                                                                                           | 1868 |               |
| Darwinism in morals, and other essays. London: Williams and Norgate | 1872 | 9781116668742 |
| Alone to the alone: prayers for theists. London: Williams and Norgate. 3rd ed. 1881. Editor | 1872 | 9781110279364 |
| The hopes of the human race, hereafter and here. London: Williams and Norgate | 1874 | 9780530588209 |
| Statement of the Society for the Protection of Animals Liable tot Vivisection on the Report of The royal commission on vivisection. London: Society for the Protection of Animals Liable tot Vivisection | 1875 |               |
| The moral aspects of vivisection. London: Society for the Protection of Animals Liable tot Vivisection. 5th ed. 1884                                                                                     | 1875 | 9780203075654 |
| The Age of Science: A Newspaper of the Twenthies Century | 1876 |               |
| The Duties of Women. London: Williams and Norgate | 1881 |               |
| The Peak in Darien. Boston: Geo.H. Ellis | 1882 |               |
| The scientific spirit of the age and other pleas and discussions. Boston: Geo.H. Ellis | 1888 | 9780548869680 |
| Vivisection in America. 1. How it is taught; 2. How it is practised. London: Swan Sonnenschein & Co. Met Benjamin Bryan                                                                                  | 1889 | 9781354555415 |
| The friend of man, and his friends, the poets. London: George Bell & Sons | 1889 | 9781115005661 |

| Titel                                                                                   | Jaar | ISBN          |
| --------------------------------------------------------------------------------------- | ---- | ------------- |
| Darwins engelen: vrouwelijke geleerden in de tijd van Charles Darwin                    | 2018 | 9789045037592 |
| Life of Frances Power Cobbe, by herself. Vol. I; Vol. II. London: Richard Bentley & Son | 1894 | 9781340818371 |
| Beroemde feministes                                                                     | 2019 | 9789089247155 |